# نورثمبريا
نورثمبريا (بالإنجليزية: Northumbria)‏ هي مملكة إنكليزية وهي إحدى ممالك الأنكلو ساكسون السبعة وامتدت خلال أوجها من البحر الأيرلندي إلى بحر الشمال ويعني اسمها (مكان) شمال نهر همبر.
كانت قوة عسكرية في القرن السابع بثلاثة من ملوكها هم إدوين (616 – 632) وأوزوالد (632 – 641) وأوزوي (641 – 670) واعترفت بها الممالك الجنوبية، لكن أهم إنجازاتها في مجال الفن والبناء والدين هي في دير ويرماوث ودير جارو حيث تفوقا في الناحية الفكرية ليس في إنكلترا بل في أوروبا الغربية وكذلك المؤرخ الإنكليزي بيد كان ناسكا في جارو وتساوى هذا الدير في أهميته مع دير لينديسفارن..
ظهرت المملكة باتحاد مملكتين هما ديرا إلى الجنوب وبرنيسيا شمالا وكانت الأخيرة معقلا للقراصنة إلى أن قام إيثلفريث ملك برنيسيا بالاستيلاء على ديرا وقتل ملكها إدوين وجماعته وتقدمت المملكتان بعد عدة مشاكل نحو نهر تاي حيث واجهت ممالك السلتيين والأنكلوساكسون.
انتهت المملكة بعد أن احتلها الفايكينغ الذين قدموا من الدانمارك عام 794 وأصبحت ضمن إقليم الدانلو وجعلوا يورك عاصمتهم عام 866 وفي بداية القرن العاشر أتى العديد من الإسكندنافيين من أيرلندا وفي النهاية تم طرد الفايكينغ من قبل حكام ويسكس الذين أعلنوا توحيد إنكلترا وتم هذا بشكل كامل عام 944 وأصبحت بذلك إيرلية تحت حكم إنكلترا، وتراجعت حدودها الشمالية بعد أن قام إندولف ملك اسكتلندا بضم إدنبرة.
آخر إيرلين هما توستيغ شقيق هارولد الثاني لكن الناس ثاروا عليه بسبب الضرائب الباهظة فعين أخوه إيرلا آخر هو موركار وقُتل في مَعْرَكة فَولفَورد عام 1066 ضد توستيغ الذي تحالف مع النرويجيين قبل أن يموت توستيغ في معركة جسر ستامفورد أمام شقيقه هارولد .